# فايا لارجو
فايا لارجو هي مدينة عاصمة إقليم بوركو في تشاد.

## المناخ
يظهر الجدول التالي التغييرات المناخية على مدار السنة لفايا لارجو:
| البيانات المناخية لـفايا لارجو                                                   | البيانات المناخية لـفايا لارجو | البيانات المناخية لـفايا لارجو | البيانات المناخية لـفايا لارجو | البيانات المناخية لـفايا لارجو | البيانات المناخية لـفايا لارجو | البيانات المناخية لـفايا لارجو | البيانات المناخية لـفايا لارجو | البيانات المناخية لـفايا لارجو | البيانات المناخية لـفايا لارجو | البيانات المناخية لـفايا لارجو | البيانات المناخية لـفايا لارجو | البيانات المناخية لـفايا لارجو | البيانات المناخية لـفايا لارجو |
| الشهر                                                                            | يناير                          | فبراير                         | مارس                           | أبريل                          | مايو                           | يونيو                          | يوليو                          | أغسطس                          | سبتمبر                         | أكتوبر                         | نوفمبر                         | ديسمبر                         | المعدل السنوي                  |
| -------------------------------------------------------------------------------- | ------------------------------ | ------------------------------ | ------------------------------ | ------------------------------ | ------------------------------ | ------------------------------ | ------------------------------ | ------------------------------ | ------------------------------ | ------------------------------ | ------------------------------ | ------------------------------ | ------------------------------ |
| الدرجة القصوى °م (°ف)                                                            | 39 (102)                       | 43 (109)                       | 44 (111)                       | 49 (120)                       | 49 (120)                       | 49 (120)                       | 47 (117)                       | 46 (115)                       | 46 (115)                       | 47 (117)                       | 39 (102)                       | 36 (97)                        | 49 (120)                       |
| متوسط درجة الحرارة الكبرى °م (°ف)                                                | 26.4 (79.5)                    | 29.4 (84.9)                    | 33.6 (92.5)                    | 39.1 (102.4)                   | 41.0 (105.8)                   | 42.1 (107.8)                   | 41.0 (105.8)                   | 40.2 (104.4)                   | 39.8 (103.6)                   | 36.5 (97.7)                    | 31.1 (88.0)                    | 27.6 (81.7)                    | 35.7 (96.3)                    |
| المتوسط اليومي °م (°ف)                                                           | 20.0 (68.0)                    | 22.2 (72.0)                    | 26.0 (78.8)                    | 30.8 (87.4)                    | 33.0 (91.4)                    | 34.1 (93.4)                    | 33.4 (92.1)                    | 33.1 (91.6)                    | 32.7 (90.9)                    | 29.5 (85.1)                    | 24.5 (76.1)                    | 21.0 (69.8)                    | 28.4 (83.1)                    |
| متوسط درجة الحرارة الصغرى °م (°ف)                                                | 13.6 (56.5)                    | 15.0 (59.0)                    | 18.4 (65.1)                    | 22.4 (72.3)                    | 25.0 (77.0)                    | 26.1 (79.0)                    | 25.8 (78.4)                    | 26.0 (78.8)                    | 25.9 (78.6)                    | 22.5 (72.5)                    | 17.9 (64.2)                    | 14.4 (57.9)                    | 21.1 (70.0)                    |
| أدنى درجة حرارة °م (°ف)                                                          | 4 (39)                         | 7 (45)                         | 11 (52)                        | 14 (57)                        | 17 (63)                        | 17 (63)                        | 16 (61)                        | 16 (61)                        | 17 (63)                        | 12 (54)                        | 9 (48)                         | 3 (37)                         | 3 (37)                         |
| الهطول مم (إنش)                                                                  | 0.0 (0.0)                      | 0.0 (0.0)                      | 0.0 (0.0)                      | 0.1 (0.00)                     | 0.4 (0.02)                     | 0.3 (0.01)                     | 3.0 (0.12)                     | 7.0 (0.28)                     | 0.8 (0.03)                     | 0.1 (0.00)                     | 0.0 (0.0)                      | 0.0 (0.0)                      | 11.7 (0.46)                    |
| متوسط أيام هطول الأمطار (≥ 0.1 mm)                                               | 0                              | 0                              | 0                              | 1                              | 1                              | 1                              | 2                              | 3                              | 1                              | 1                              | 0                              | 0                              | 10                             |
| متوسط الرطوبة النسبية (%)                                                        | 25                             | 20                             | 18                             | 18                             | 17                             | 20                             | 27                             | 33                             | 22                             | 25                             | 23                             | 25                             | 23                             |
| ساعات سطوع الشمس الشهرية                                                         | 306.9                          | 291.2                          | 306.9                          | 309.0                          | 344.1                          | 333.0                          | 334.8                          | 319.3                          | 312.0                          | 319.3                          | 309.0                          | 306.9                          | 3٬792٫4                        |
| ساعات سطوع الشمس اليومية                                                         | 9.9                            | 10.4                           | 9.9                            | 10.3                           | 11.1                           | 11.1                           | 10.8                           | 10.3                           | 10.4                           | 10.3                           | 10.3                           | 9.9                            | 10.4                           |
| المصدر #1: المنظمة العالمية للأرصاد الجوية (temperatures and precipitation days) |                                |                                |                                |                                |                                |                                |                                |                                |                                |                                |                                |                                |                                |
| المصدر #2: NOAA (sun and humidity), Annales de Géographie[وصلة مكسورة]           |                                |                                |                                |                                |                                |                                |                                |                                |                                |                                |                                |                                |                                |

## النقل والمواصلات
- مطار فايا لارجو

## أعلام
- حسين حبري